# Христова црква
 Христова црква (енгл. Churches of Christ) је једна од најзначајнијих верских заједница у Сједињеним Америчким Државама где броји четири милиона верника. Основна карактеристика ове верске заједнице је да она није настала одвајањем од других верских заједница већ на жељи да се уједини хришћанство, односно она заговара екуменизам. У свом учењу следбеници ове организације користе искључиво Библију.
Сматрају да се хришћанство присуством многих цркава изменило и сходно томе њени верници немају цркве већ користе обичне просторије, не носе посебну, свештеничку одору и не крсте се када се обраћају Богу. Вође се бирају на консултативним скуповима. Централа организације се налази у САД. Финансирају се добровољним прилозима.